# Huangdi Sijing
El Huangdi Sijing ("Los Cuatro Clásicos del Emperador Amarillo") son manuscritos Chinos que fueron descubiertos entre los Textos de Mawangdui de Seda en 1973. También conocido como el Huang-Lao boshu (chino simplificado: traditional 帛书; chino tradicional: 黃老 帛書; pinyin: Huáng-Lǎo bóshū; lit. "Textos de seda Huang-Lao"), los eruditos modernos piensan que reflejan una rama perdida del Taoísmo sincretista temprano, conocida como la escuela de pensamiento Huang-Lao, llamada así por el legendario Huangdi (黃帝 el "Emperador Amarillo") y Laozi (老子 "Maestro Lao"). Se encuentra en ella una "jerga técnica" derivada del taoísmo, el legalismo, el confucianismo y el mohismo.

## Los cuatro textos

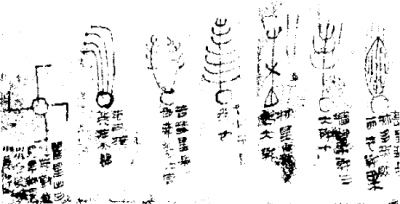
Parte de la lista de avistamientos de cometas en el Libro de la Seda (ca. 400 antes de Cristo)

Mawangdui es un sitio arqueológico que comprende tres tumbas de la dinastía Han, encontradas cerca de Changsha en la moderna provincia de Hunan (antiguo estado de Chu). En diciembre de 1973, los arqueólogos que excavaron la "Tumba Número 3" (fechada en el 168 aC) descubrieron un tesoro de pinturas de seda y pergaminos de seda con manuscritos, mapas y mapas. Estos textos polimáticos contenían filosofía, política, medicina, yoga taoísta, Yin y Yang, y astronomía. La mayoría eran desconocidos en la literatura recibida, desde un formulario que los editores modernos titulaban Recetas para cincuenta y dos enfermedades y dos textos sobre cauterización: Zubi Shiyi Mai Jiujing y Yin Yang Shiyi Mai Jiujing, ambos precursores del Huangdi Neijing, hasta el desconocido. Libro de seda, que enumera tres siglos de avistamientos de cometas.
Los manuscritos de Mawangdui incluían dos copias en seda del Daodejing, titulado epónimo "Laozi". Ambos agregan otros textos y ambos invierten la disposición del texto histórico, dando los capítulos de Dejing antes de los Daojing. La llamada "Versión B" incluía cuatro trabajos previamente desconocidos, cada uno con un título y gran cantidad de caracteres (字):
- Jing Fa (經 法 "La Constancia de las Leyes"), 5000 caracteres
- Shi Da jing (十大 經 "Los diez grandes clásicos"), 4564
- Cheng (稱 "Aforismos"), 1600
- Dao Yuan (道 原 "En Dao el Fundamental"), 464

Debido a las lagunas textuales, es decir, las lagunas en el texto escrito debido a la conservación fragmentaria de los manuscritos de seda antiguos originales, los recuentos de caracteres originales también son inciertos.
Los dos textos más largos se subdividen en secciones. "La Constancia de las Leyes" tiene nueve: 1. Dao fa (道 法 "El Dao y la Ley"), 2. Guo ci (國 次 "Las Prioridades del Estado"), 3. Jun zheng (君 正 "The Gobernante ") ...." Los Dieciséis Clásicos ", que algunos eruditos leen como Shi da jing (十大 經" Los Diez Grandes Clásicos "), tiene quince [sic]: 1. Li ming (立命" Estableciendo el Mandato "), 2. Guan (觀" Observación "), 3. Wu zheng (五 正" Las Cinco Normas ") ....
En las décadas transcurridas desde 1973, los estudiosos han publicado muchos estudios de los manuscritos de Mawangdui (véase Carrozza 2002). En 1974, el diario chino Wenwu (文物 "Objetos culturales / reliquias") presentó una transcripción preliminar en caracteres modernos. El influyente artículo de Tang Lan (1975) proporcionó fotocopias con transcripciones, analizó los orígenes textuales y los contenidos, y citó pasajes paralelos de textos clásicos chinos. Tang fue el primero en identificar estos textos como el "Huangdi sijing", un texto que ya no existe atribuido al Emperador Amarillo, que la sección bibliográfica Yüwenzhi (藝文志) de Hanshu enumera como un texto taoísta en cuatro capítulos (篇 "secciones"). El "Huangdi sijing" se perdió y solo se conocía por su nombre, por lo que el Canon Daoísta lo excluyó. Si bien la mayoría de los estudiosos están de acuerdo con la evidencia de Tang, algunos están en desacuerdo y llaman a los textos el boshu Huang-Lao o el Huangdi shu (黃帝 書 "Los libros del Emperador Amarillo").
La primera traducción completa en inglés del Huangdi sijing fue producida por Leo S. Chang (anexado en Yu 1993: 211-326). Las traducciones posteriores incluyen versiones académicas de Yates (1997) y de Chang y Feng (1998), así como algunas versiones seleccionadas. Ryden (1997) proporciona un examen informativo de "Los cuatro canones del emperador amarillo".

## Significado filosófico
El Huangdi sijing revela algunas conexiones complejas dentro de la filosofía china. Tomemos, por ejemplo, las primeras líneas de "La constancia de las leyes":
   "El Tao genera pautas. Las pautas sirven como cables de marcado para demarcar el éxito y el fracaso, y son lo que clarifica lo torcido y lo recto. Por lo tanto, aquellos que se aferran al Camino generan pautas y no se atreven a violarlas; teniendo pautas establecidas, no se atreven a descartarlas. [ideograma faltante] Solo después de que puedas servir como tu propio cordón de marcación, mirarás y conocerás todo lo que está debajo del Cielo y no te engañarás". (Dao fa, 1.1, tr. De Bary y Lufrano 2001: 243)
Este pasaje se hace eco de conceptos de varias filosofías rivales, taoísmo, legalismo, mohismo, confucianismo y escuela de los nombres. De Bary y Lufrano (2001: 242) describen la filosofía Huangdi sijing como "un sincretismo que se basa en una cosmología del Tao y un ethos de autocultivo".
"Antes del descubrimiento de Mawangdui", dice Peerenboom (1993: 1), "los sinólogos estaban bastante confundidos sobre la escuela de pensamiento conocida como Huang-Lao". Los registros del gran historiador de Sima Qian dicen que muchos pensadores y políticos antiguos de Han favorecieron las doctrinas Huang-Lao durante los reinados (202-157 a. C.) del emperador Wen, el emperador Jing y la emperatriz Dou. Sima cita a Han Fei, Shen Buhai y Shen Dao como filósofos representativos de Huang-Lao, y defiende que los gobernantes sabios deberían usar wu wei para organizar su gobierno y su sociedad. Sin embargo, después de que el emperador Wu de Han (141-87 a. C.) declarara al confucianismo como la filosofía oficial del estado, los seguidores de Huang-Lao disminuyeron y sus textos desaparecieron en gran parte.
Los textos de Huangdi sijing brindan nuevas respuestas a las preguntas sobre cómo se originó la filosofía china. Carrozza (2002: 49) explica que, "Durante mucho tiempo, el punto focal en el estudio del pensamiento chino temprano ha sido la interpretación de un conjunto bastante limitado de textos, cada uno atribuido a un 'Maestro' y a uno de las llamadas 'Cien Escuelas'. Por ejemplo, la tradición dice que Mozi fundó el Mohismo y que sus alumnos compilaron el texto Mozi. Por el contrario, el sincretismo textual de Mawangdui revela que "la mayoría de los textos antiguos" no están escritos por autores individuales, "sino son más bien colecciones de obras de diferentes orígenes".